# Wakatobi
Wakatobi  ist eine indonesische Inselgruppe, östlich der Insel Sulawesi, gleichzeitig bildet sie seit dem Jahr 2003 einen eigenen Regierungsbezirk (Kabupaten). Der Name des Kabupatens basiert auf den Anfangsbuchstaben der vier größten Inseln: Wangi-Wangi, Kalidupa, Tomia und Binongko.

## Geographie
Der Regierungsbezirk ist der kleinste der Provinz mit einem Territorialanteil von 1,26 Prozent. Nur die beiden autonomen Städte (Kota) Baubau und Kendari sind noch kleiner.

### Lage und Ausdehnung
Der Kabupaten Wakatobi liegt im Südosten der Provinz Sulawesi Tenggara. Der aus 142 Inseln bestehende Archipel ist ringsum vom Meer umgeben, die kürzeste Entfernung zur Hauptinsel Sulawesi beträgt ca. 27 km (vom Dorf Kapota Utara, Kec. Wangi-Wangi zum Dorf Mopaano, Kab. Buton). Im Norden und Osten liegt die Bandasee, im Süden und Westen das Floresmeer (Laut Flores). Neben den vier namensgebenden Inseln sind noch folgende Inseln (Pulau) nennenswert: Batamawi, Hoga, Kapota, Lenteaoge, Lenteakiwolu und Oroho.

### Grenzpunkte
Der Regierungsbezirk Wakatobi liegt südlich des Äquators und hat folgende äußere Grenzpunkte:
| Richtung | Kode            | Desa           | Kec.                  | Koordinaten         |
| -------- | --------------- | -------------- | --------------------- | ------------------- |
| N        | 74.07.01.100700 | Waetuno        | Wangi-Wangi           | 05°14′49,88″ s. Br. |
| O        | 74.07.1010      | Wali a         | Binongko              | 124°37′00,65″ ö. L. |
| S        | 74.07.1010      | Wali a         | Binongko              | 06°08′00,70″ s. Br. |
| W        | 74.07.05.2023   | Kapota Utara b | Wangi-Wangi Selatan00 | 121°52′54,80″ ö. L. |

## Verwaltungsgliederung
Der Bezirk Wakatobi gliedert sich seit 2007 in 8 Distrikte (indonesisch Kecamatan) mit 100 Dörfern (indonesisch Desa), von denen 25 als Kelurahan städtisch geprägt sind (2024). Sie gliedern sich weiterhin in 204 Dusun und 84 Linkungan.
| Code 1)  | Kecamatan Distrikt    | Ibukota Verwaltungssitz | Fläche (km²) | Einw. Zensus 2010 2) | Volkszählung 2020 3) | Volkszählung 2020 3) | Volkszählung 2020 3) | Anzahl der … |      |
| Code 1)  | Kecamatan Distrikt    | Ibukota Verwaltungssitz | Fläche (km²) | Einw. Zensus 2010 2) | Einw. 3)             | 0Dichte 4)0          | Sex Ratio 5)         | Desa         | Kel. |
| -------- | --------------------- | ----------------------- | ------------ | -------------------- | -------------------- | -------------------- | -------------------- | ------------ | ---- |
| 74.07.01 | Wangi-Wangi           | Wanci                   | 67,49        | 23.362               | 28.100               | 416,36               | 101,30               | 14           | 6    |
| 74.07.02 | Kaledupa              | Ambeua                  | 35,18        | 9.999                | 11.729               | 333,40               | 101,63               | 12           | 4    |
| 74.07.03 | Tomia                 | Waha                    | 32,82        | 6.907                | 7.908                | 240,95               | 101,22               | 8            | 2    |
| 74.07.04 | Binongko              | Rukuwa                  | 68,63        | 8.385                | 10.076               | 146,82               | 100,32               | 5            | 4    |
| 74.07.05 | Wangi-Wangi Selatan00 | Mandati                 | 123,55       | 24.537               | 30.824               | 249,49               | 100,77               | 18           | 3    |
| 74.07.06 | Kaledupa Selatan      | Sandi                   | 56,08        | 6.644                | 8.051                | 143,56               | 95,70                | 10           | -    |
| 74.07.07 | Tomia Timur           | Usuku                   | 46,02        | 8.460                | 9.169                | 199,24               | 97,31                | 5            | 4    |
| 74.07.08 | Togo Binongko         | Popalia                 | 43,85        | 4.701                | 5.545                | 126,45               | 103,49               | 3            | 2    |
| 74.07    | Kab. Wakatobi         | Kab. Wakatobi           | 473,62       | 92.995               | 111.402              | 235,21               | 100,45               | 75           | 25   |

## Geschichte

### Verwaltungsgeschichte
Der Regierungsbezirk Wakatobi wurde zusammen mit den Bezirken Bombana und Kolaka Utara Ende 2003 per Gesetz Nr. 29 gebildet. Vom Bezirk Buton wurden damals fünf Distrikte abgetrennt. Der „Mutterbezirk“ Buton büßte dabei ca. 6,9 Prozent seines Territoriums (425,97 von 6.157,30 km²) und ca. 20 Prozent seiner Bevölkerung (bezogen auf die Zahlen des Jahres 2005) ein. Aus den vorhandenen Kecamatan wurden durch Abspaltung drei weitere gebildet:
- Kaledupa Selatan aus Dörfern im Süden von Kaledupa (Regionalanweisung PERDA 19/2005; Peraturan Daerah Kabupaten Wakatobi Nomor 19 Tahun 2005)
- Tomia Timur aus Dörfern im Osten von Tomia (Regionalanweisung PERDA 20/2005; Peraturan Daerah Kabupaten Wakatobi Nomor 20 Tahun 2005)
- Togo Binongko aus Dörfern im Westen und Südwesten von Binongko (Regionalanweisung PERDA 20/2005; Peraturan Daerah Kabupaten Wakatobi Nomor 20 Tahun 2005).

## Demographie

Übersichtskarte der Grenzen der Kecamatan im Kabupaten

Der Kabupaten Wakatobi belegt innerhalb der Provinz (15 Kabupaten, 2 Kota) Rang 12 (anteilig 4,27 %). Die Bevölkerungsdichte von 261,2 Einwohner pro km² ist die dritthöchste nach den beiden autonomen Städten Baubau und Kendari (Angaben von Ende 2024). 

### Soziale Daten 2020
| Merkmal                                                             | Kab. Wakatobi | 0Prov. Sulawesi Tenggara0 |
| ------------------------------------------------------------------- | ------------- | ------------------------- |
| Bevölkerung unterhalb der Armutsgrenze (Tsd.)00                     | 13,750        | 301,820                   |
| Anteil der „armen Bevölkerung“ (indonesisch Penduduk miskin) (%)000 | 14,310        | 11,00                     |
| Arbeitslosenrate (%)                                                | 4,180         | 4,500                     |
| Lebenserwartung bei der Geburt (Jahre)                              | 70,410        | 71,220                    |
| HDI-Index                                                           | 69,480        | 71,450                    |
| Analphabetenrate (in %, 15+ J.)                                     | 8,990         | 5,000                     |
| Anteil der Altersgruppen                                            | 0Real0        | 0Prozentual0              |
| Kinder (<15 J.)                                                     | 29.9390       | 26,870                    |
| arbeitsfähige Bevölkerung (15–64 J.)                                | 74.6340       | 67,000                    |
| Rentner und Pensionäre (>65 J.)                                     | 6.8290        | 6,130                     |

### Bevölkerungsverteilung
Von der Bevölkerung am Jahresende 2024 waren 48,91 (31,54) % ledig; 45,28 (60,68) % verheiratet; 1,17 (1,57) % geschieden und 4,63(6,21) % verwitwet. Die kursiven Zahlen in Klammern geben den Anteil der über 15-jährigen an (30.159, das entspricht 25,39 % der Bevölkerung). 18.695 Personen waren 65 Jahre und älter, das sind 7,25 Prozent des Bezirks.
Vorherrschende Religion ist der Islam. Erst im Jahr 2024 werden 42 „Kristen“ (Protestanten) in den E-Books („Dalam Angka Kabupaten Wakatobi …“) genannt gegenüber 118.737 Muslimen (VDK). 2020 gab es auf den Inseln 142 Moscheen und 20 kleinere Gebetsräume (Mushola)
| Jahr | Gesamt- Bevölkerung | Männer | %     | Frauen | %     | Sex Ratio 5) |
| 2016 | 110.071             | 55.383 | 50,32 | 54.688 | 49,68 | 101,27       |
| 2017 | 112.016             | 56.214 | 50,18 | 55.802 | 49,82 | 100,74       |
| 2018 | 114.362             | 57.364 | 50,16 | 56.998 | 49,84 | 100,64       |
| 2019 | 114.726             | 57.482 | 50,10 | 57.244 | 49,90 | 100,42       |
| 2020 | 115.260             | 57.829 | 50,17 | 57.431 | 49,83 | 100,69       |
| 2021 | 115.501             | 57.897 | 50,13 | 57.604 | 49,87 | 100,51       |
| 2022 | 115.954             | 57.981 | 50,00 | 57.973 | 50,00 | 100,01       |
| 2023 | 117.630             | 58.779 | 49,97 | 58.851 | 50,03 | 99,88        |
| 2024 | 118.793             | 59.167 | 49,81 | 59.626 | 50,19 | 99,23        |

Obige Tabelle gibt die durch die Zivilstandsbüros (Disdukcapil, indonesisch Dinas Kependudukan dan Pencatatan Sipil) veröffentlichten Fortschreibungsergebnisse zum Jahresende für die letzten neun Jahre wieder. Zu Vergleichszwecken wurden am Tabellenanfang Angaben aus Volkszählungen und interzensalen Bevölkerungsübersichten (SUPAS) mit aufgeführt.

### Aktuelle Daten der Bevölkerungsfortschreibung
Nachfolgende Tabelle gibt den Einwohnerstand nach Geschlecht zur Volkszählung 2020, Ende 2022 sowie zum Jahresende 2024 wieder. Letztere resultieren aus den Ergebnissen der Fortschreibung durch die örtlichen Zivilstandsbüros (Disdukcapil, indonesisch Dinas Kependudukan dan Pencatatan Sipil). Der aktuelle Einwohnerstand kann jederzeit in einer interaktiven Karte abgerufen werden.

| Kecamatan             | Zensus 2020 | Zensus 2020 | Zensus 2020 | Ende 2022 | Ende 2024 | Ende 2024 | Ende 2024 | Fläche km² | Bevöl kerungs dichte | Sex Ratio 5) |
| Kecamatan             | Insg.       | männl.      | weibl.      | Ende 2022 | Insg.     | männl.    | weibl.    | Fläche km² | Bevöl kerungs dichte | Sex Ratio 5) |
| --------------------- | ----------- | ----------- | ----------- | --------- | --------- | --------- | --------- | ---------- | -------------------- | ------------ |
| Wangi-Wangi           | 28.100      | 14.141      | 13.959      | 29.097    | 30.160    | 14.983    | 15.177    | 67,89      | 444,24               | 98,72        |
| Kaledupa              | 11.729      | 5.912       | 5.817       | 12.086    | 12.226    | 6.138     | 6.088     | 38,63      | 316,47               | 100,82       |
| Tomia                 | 7.908       | 3.978       | 3.930       | 8.111     | 8.347     | 4.180     | 4.167     | 29,73      | 280,78               | 100,31       |
| Binongko              | 10.076      | 5.046       | 5.030       | 10.432    | 10.734    | 5.341     | 5.393     | 62,94      | 170,54               | 99,04        |
| Wangi-Wangi Selatan00 | 30.824      | 15.471      | 15.353      | 32.186    | 33.333    | 16.711    | 16.622    | 121,62     | 274,08               | 100,54       |
| Kaledupa Selatan      | 8.051       | 3.937       | 4.114       | 8.349     | 8.576     | 4.192     | 4.384     | 54,72      | 156,71               | 95,62        |
| Tomia Timur           | 9.169       | 4.522       | 4.647       | 9.305     | 9.504     | 4.664     | 4.840     | 40,97      | 231,99               | 96,36        |
| Togo Binongko         | 5.545       | 2.820       | 2.725       | 5.720     | 5.913     | 2.958     | 2.955     | 38,33      | 154,27               | 100,10       |
| Kab. Wakatobi         | 111.402     | 55.827      | 55.575      | 115.286   | 118.793   | 59.167    | 59.626    | 454,83     | 261,18               | 99,23        |

## Kelurahan
Die nachfolgende Liste gibt den Einwohnerstand zum Jahresende 2024 (indonesisch Semester II Tahun 2024) aller ★ Kelurahan des Regierungsbezirks (Kabupaten) Konawe wieder. Zu Vergleichzwecken wurden die Einwohnerdaten der Volkszählung 2020 (indonesisch Sensus Penduduk) integriert, die in den E-Books "Kecamatan ... Dalam Angka 2021" der ★ Kecamatan dokumentiert sind.
Neben der Fläche und den Einwohnerzahlen sind auch deren Zugehörigkeiten zu den Kecamatan aufgeführt, ebenso die errechneten Ergebnisse der Bevölkerungsdichte (in Einw. je km²) sowie das Geschlechterverhältnis (Sex Ratio). Als erste Spalte ist der Strukturcode des indonesischen Innenministeriums (PUM-Kode) angegeben. Er gibt gleichfalls Aufschluss über die Zugehörigkeit der Dörfer zu den übergeordneten Verwaltungsebenen: Die ersten drei Zahlenpärchen werden durch Punkte getrennt und geben die Provinz, den Regierungsbezirk (Kabupaten) und den Distrikt (Kecamatan) an. Als letztes folgt nach einem weiteren Trennungspunkt der vierstellige „Dorfcode“ – wobei (städtisch geprägte) Kelurahan immer mit der Ziffer 1 und hingegen „normale“ (ländliche) Desa mit einer 2 beginnen. Die Statistikseiten von BPS (Badan Pusat Statistik) verwenden eine andere Nomenklatur, auf die hier aber nicht näher eingegangen werden soll, da sie nur bei den Volkszählungen Anwendung fand bzw. findet. 
Alle Daten basieren auf der Fortschreibung durch die örtlichen Zivilregistrierungsbüros (Disdukcapil).

| Gebietscode   | Kecamatan             | Kelurahan                  | SP 2020 | Einwohner 2. Semester 2023 | Einwohner 2. Semester 2023 | Einwohner 2. Semester 2023 | Einwohner 2. Semester 2024 | Einwohner 2. Semester 2024 | Einwohner 2. Semester 2024 | Fläche km² | ermittelte Werte 2024 | ermittelte Werte 2024 |
| Gebietscode   | Kecamatan             | Kelurahan                  | SP 2020 | Insg.                      | männl.                     | weibl.                     | Insg.                      | männl.                     | weibl.                     | Fläche km² | Dichte                | Sex Ratio             |
| ------------- | --------------------- | -------------------------- | ------- | -------------------------- | -------------------------- | -------------------------- | -------------------------- | -------------------------- | -------------------------- | ---------- | --------------------- | --------------------- |
| 74.07.01.1002 | Wangi-Wangi           | Pongo                      | 3.904   | 4.013                      | 1.949                      | 2.064                      | 4.015                      | 1.957                      | 2.058                      | 9,65       | 416,06                | 95,09                 |
| 74.07.01.1003 | Wangi-Wangi           | Wanci                      | 5.053   | 4.987                      | 2.473                      | 2.514                      | 5.053                      | 2.493                      | 2.560                      | 7,98       | 633,21                | 97,38                 |
| 74.07.01.1004 | Wangi-Wangi           | Wandoka                    | 1.631   | 1.640                      | 834                        | 806                        | 1.647                      | 825                        | 822                        | 2,81       | 586,12                | 100,36                |
| 74.07.01.1007 | Wangi-Wangi           | Waetuno                    | 921     | 871                        | 426                        | 445                        | 858                        | 416                        | 442                        | 2,66       | 322,56                | 94,12                 |
| 74.07.01.1025 | Wangi-Wangi           | Wandoka Utara              | 1.684   | 1.834                      | 935                        | 899                        | 1.825                      | 915                        | 910                        | 2,32       | 786,64                | 100,55                |
| 74.07.01.1026 | Wangi-Wangi           | Wandoka Selatan            | 1.667   | 1.759                      | 902                        | 857                        | 1.830                      | 935                        | 895                        | 3,22       | 568,32                | 104,47                |
| 74.07.02.1002 | Kaledupa              | Laolua (Lau-Lua)           | 599     | 606                        | 321                        | 285                        | 605                        | 314                        | 291                        | 2,37       | 255,27                | 107,90                |
| 74.07.02.1004 | Kaledupa              | Ambeua                     | 840     | 761                        | 353                        | 408                        | 744                        | 340                        | 404                        | 1,88       | 395,74                | 84,16                 |
| 74.07.02.1005 | Kaledupa              | Lagiwae                    | 440     | 418                        | 207                        | 211                        | 420                        | 206                        | 214                        | 1,16       | 362,07                | 96,26                 |
| 74.07.02.1015 | Kaledupa              | Buranga                    | 607     | 521                        | 259                        | 262                        | 522                        | 260                        | 262                        | 1,63       | 320,25                | 99,24                 |
| 74.07.03.1001 | Tomia                 | Waha                       | 1.519   | 1.431                      | 714                        | 717                        | 1.367                      | 671                        | 696                        | 2,26       | 604,87                | 96,41                 |
| 74.07.03.1016 | Tomia                 | Onemay                     | 1.454   | 1.415                      | 714                        | 701                        | 1.384                      | 703                        | 681                        | 2,54       | 544,88                | 103,23                |
| 74.07.04.1005 | Binongko              | Taipabu                    | 1.282   | 1.298                      | 652                        | 646                        | 1.309                      | 657                        | 652                        | 10,97      | 119,33                | 100,77                |
| 74.07.04.1007 | Binongko              | Palahidu                   | 1.394   | 1.414                      | 719                        | 695                        | 1.417                      | 708                        | 709                        | 2,26       | 626,99                | 99,86                 |
| 74.07.04.1010 | Binongko              | Wali                       | 1.562   | 1.618                      | 777                        | 841                        | 1.620                      | 768                        | 852                        | 15,74      | 102,92                | 90,14                 |
| 74.07.04.1012 | Binongko              | Rukuwa                     | 1.366   | 1.408                      | 691                        | 717                        | 1.383                      | 683                        | 700                        | 5,12       | 270,12                | 97,57                 |
| 74.07.05.1016 | Wangi Wangi Selatan00 | Mandati II (Mandati Dua)   | 3.275   | 3.471                      | 1.743                      | 1.728                      | 3.496                      | 1.756                      | 1.740                      | 5,81       | 601,72                | 100,92                |
| 74.07.05.1017 | Wangi Wangi Selatan00 | Mandati I (Mandati Satu)00 | 2.878   | 2.977                      | 1.468                      | 1.509                      | 2.970                      | 1.472                      | 1.498                      | 5,40       | 550,00                | 98,26                 |
| 74.07.05.1025 | Wangi Wangi Selatan00 | Mandati III (Mandati Tiga) | 2.372   | 2.181                      | 1.104                      | 1.077                      | 2.244                      | 1.132                      | 1.112                      | 5,37       | 417,88                | 101,80                |
| 74.07.07.1001 | Tomia Timur           | Patipelong                 | 1.563   | 1.569                      | 788                        | 781                        | 1.632                      | 823                        | 809                        | 13,39      | 121,88                | 101,73                |
| 74.07.07.1002 | Tomia Timur           | Tongano Barat              | 1.955   | 1.863                      | 893                        | 970                        | 1.896                      | 899                        | 997                        | 4,12       | 460,19                | 90,17                 |
| 74.07.07.1003 | Tomia Timur           | Bahari                     | 471     | 530                        | 253                        | 277                        | 509                        | 235                        | 274                        | 4,93       | 103,25                | 85,77                 |
| 74.07.07.1004 | Tomia Timur           | Tongano Timur              | 1.600   | 1.612                      | 810                        | 802                        | 1.576                      | 792                        | 784                        | 8,79       | 179,29                | 101,02                |
| 74.07.08.1003 | Togo Binongko         | Sowa                       | 1.407   | 1.481                      | 760                        | 721                        | 1.500                      | 761                        | 739                        | 8,05       | 186,34                | 102,98                |
| 74.07.08.1004 | Togo Binongko         | Popalia                    | 1.378   | 1.419                      | 720                        | 699                        | 1.447                      | 726                        | 721                        | 12,43      | 116,41                | 100,69                |

Im Vergleich zu 2020 konnten 15 Kelurahan ihre Einwohnerzahl erhöhen, bei 12 Kelurahan besteht ein Männerüberschuss.